# Mehama
Mehama est un Hun du groupe Alkhon qu'il dirige dans les environs de 461 à 493. Javukha le précède et Lakhana Udayaditya est son successeur direct. Tora-māṇa est un successeur plus tardif.

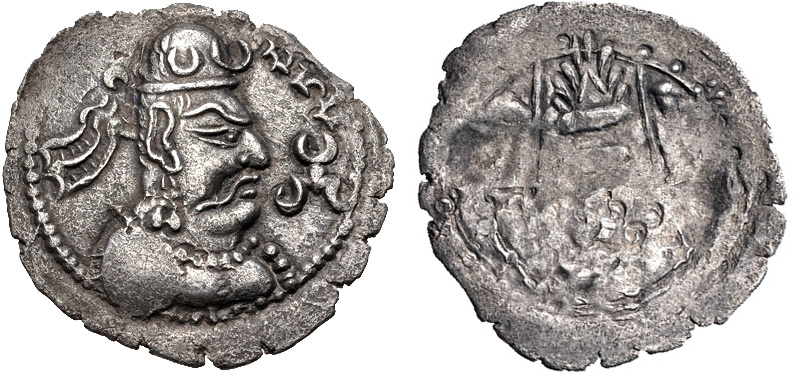
Monnaie à son effigie, sous son règne